# Rapavel
Rapavel je naselje u Republici Hrvatskoj, u sastavu Općine Višnjan, Istarska županija. 

## Stanovništvo
Prema popisu stanovništva iz 2001. godine, naselje je imalo 114 stanovnika te 37 obiteljskih kućanstava.

Prema popisu stanovništva 2011. godine naselje je imalo 88 stanovnika.
| broj stanovnika |       |       | 146   | 155   | 187   | 186   |       |       | 206   | 198   | 161   | 158   | 138   | 113   | 114   | 88    | 89    |
|                 | 1857. | 1869. | 1880. | 1890. | 1900. | 1910. | 1921. | 1931. | 1948. | 1953. | 1961. | 1971. | 1981. | 1991. | 2001. | 2011. | 2021. |

## Poznate osobe
- Tomislav Milohanić, hrv. književnik